# البهائية في هايتي
بدأت الديانة البهائية في هايتي في عام 1916 عندما ذكر عبد البهاء، رئيس الديانة، هايتي كواحدة من الدول الجزرية في منطقة البحر الكاريبي حيث ينبغي للبهائيين إنشاء مجتمع ديني. كانت السيدة هارييت جيبس مارشال [الإنجليزية] أول بهائية تزور الجزيرة، وذلك في الفترة من 1922 إلى 1928. وكان من أوائل البهائيين الذين زاروا هايتي ليونورا أرمسترونج في عام 1927. وبعد ذلك، زار آخرون هايتي، وبحلول يناير/كانون الثاني 1937 زار لويس جورج جريجوري الجزيرة وأشار إلى وجود مجتمع صغير من البهائيين. وصل أول رواد طويلي الأمد، روث وإلسورث بلاكويل، في عام 1940. بعد وصولهم، تم تشكيل أول جمعية روحية محلية للبهائيين في هايتي في عام 1942 في بورت أو برنس. منذ عام 1951 شارك البهائيون الهايتيون في المنظمات الإقليمية للدين حتى عام 1961 عندما انتخب البهائيون الهايتيون جمعيتهم الروحية الوطنية الخاصة بهم وسرعان ما تولوا أهدافًا تمتد إلى الجزر المجاورة. تقدر جمعية أرشيفات بيانات الأديان [الإنجليزية] (التي تعتمد بشكل أساسي على الموسوعة المسيحية العالمية) وجود حوالي 23000 بهائي في هايتي في عام 2005، ونفس العدد تقريبًا في عام 2010.

## المرحلة المبكرة
كتب عبد البهاء، ابن مؤسس الدين، سلسلة من الرسائل، أو الألواح، إلى أتباع الدين في الولايات المتحدة في عامي 1916 و1917؛ وقد تم تجميع هذه الرسائل معًا في كتاب بعنوان ألواح الخطة الإلهية. كانت اللوحة السادسة هي الأولى التي تذكر مناطق أمريكا اللاتينية، وقد كتبت في 8 أبريل 1916، ولكن تأخر تقديمها في الولايات المتحدة حتى عام 1919 ــ بعد نهاية الحرب العالمية الأولى وجائحة الإنفلونزا الإسبانية عام 1918. تمت ترجمة اللوح السادس وتقديمه من قبل ميرزا أحمد سهراب في 4 أبريل 1919، ونشر في مجلة نجم الغرب في 12 ديسمبر 1919.
يقول قداسة المسيح: سافروا إلى شرق العالم وغربه وادعوا الناس إلى ملكوت الله.... (السفر إلى) جزر الهند الغربية، مثل كوبا، وهايتي، وبورتوريكو، وجامايكا، وجزر الأنتيل الصغرى، وجزر الباهاما، وحتى جزيرة واتلينج الصغيرة، لها أهمية كبيرة...
في عام 1922 رافقت هارييت جيبس مارشال [الإنجليزية] زوجها إلى هايتي، حيث أرسله الرئيس وارن جي. هاردينج ليكون جزءًا من البعثة الأمريكية. عاشوا هناك لمدة ست سنوات، وخلال هذه الفترة أسست مدرسة جان جوزيف الصناعية في بورت أو برنس وعملت على نطاق واسع مع مؤسسات الرعاية الاجتماعية الهايتية. كانت بهائية منذ عام 1912 وهي مشهورة بتوفير مكان لأول وليمة بهائية متكاملة في جنوب الولايات المتحدة في مدرستها للموسيقى في 902 شارع تي. كما افتتحت مدارس لخدمة ذوي الأصول الأفريقية في كنتاكي في عام 1900 وفي واشنطن العاصمة في عام 1902.
بعد خمس سنوات، زارت ليونورا أرمسترونج هايتي في عام 1927 كجزء من خطتها لاستكمال نية مارثا روت غير المحققة بزيارة جميع بلدان أمريكا اللاتينية لغرض تقديم الدين للجمهور. في عام 1929، زار كيث رانسوم كيهلر [الإنجليزية] هايتي.

### خطة السنوات السبع والعقود التالية
كتب شوقي أفندي، رئيس الدين بعد وفاة عبد البهاء، برقية في الأول من مايو عام 1936 إلى المؤتمر البهائي السنوي للولايات المتحدة وكندا، وطلب البدء في التنفيذ المنهجي لرؤية عبد البهاء. وكتب في برقيته:

نداءٌ إلى الوفود المجتمعة للتأمل في النداء التاريخي الذي عبّر عنه عبد البهاء في ألواح الخطة الإلهية. نحثّ على إجراء مداولات جادة مع المجلس الوطني القادم لضمان تنفيذه الكامل. القرن الأول من العصر البهائي يُشرف على نهايته. البشرية تدخل أخطر مراحل وجودها. فرص هذه الساعة ثمينةٌ للغاية. نسأل الله أن تحتضن كل ولاية في الجمهورية الأمريكية وكل جمهورية في القارة الأمريكية، قبل نهاية هذا القرن المجيد، نور دين بهاء الله، وأن تُرسي الأساس الهيكلي لنظامه العالمي.

وبعد برقية الأول من مايو، جاءت برقية أخرى من شوقي أفندي في التاسع عشر من مايو تدعو إلى إنشاء رواد دائمين في جميع بلدان أمريكا اللاتينية. وقد عين المجلس الروحي الوطني البهائي للولايات المتحدة وكندا لجنة مشتركة بين الأمريكتين لتتولى مسؤولية الاستعدادات. خلال المؤتمر البهائي لأمريكا الشمالية عام 1937، أرسل شوقي أفندي برقية نصح فيها المؤتمر بإطالة مداولاتهم للسماح للمندوبين والجمعية الوطنية بالتشاور حول خطة من شأنها تمكين البهائيين من الذهاب إلى أمريكا اللاتينية بالإضافة إلى تضمين استكمال الهيكل الخارجي لبيت العبادة البهائي في ويلميت، إلينوي. في عام 1937، أعطت الخطة السبعية الأولى (1937–1944)، وهي خطة دولية صممها شوقي أفندي، البهائيين الأميركيين هدف إقامة الدين البهائي في كل دولة في أميركا اللاتينية.

### التأسيس
قبل الإعلان عن هذه الخطة بقليل، كان البهائيان التاليان اللذان زارا البلاد هما لويس جورج جريجوري وزوجته، اللذان كانا يستطيعان التحدث بالفرنسية، في يناير/كانون الثاني 1937. وفي أثناء وجودهم هناك، أتيحت لهم الفرصة لمقابلة أوزوالد جاريسون فيلارد. وأشار جريجوري إلى وجود مجتمع يضم 5 أعضاء نشطين على الأقل لديهم ترجمات فرنسية لبعض الأسئلة المجابة، وأن المجتمع رُفض منحه الإذن بعقد اجتماعات عامة. ثم توقف العديد من البهائيين لفترات متفاوتة في هايتي.
يُعتبر روث وإلسورث بلاكويل من رواد هذا المجال منذ عام 1940 تقريبًا. بحلول عام 1941، كان هناك ثلاثة من المتحولين إلى الدين، بما في ذلك السيد والسيدة ماكبين ومورييل جونسون، وزوجان من جامايكا وابنة أختهما. تأسست أول جمعية روحية محلية في هايتي في عام 1942 في بورت أو برنس. وصلت ترجمات أخرى، بما في ذلك وصية عبد البهاء، في وقت لاحق من عام 1942. غادر آل بلاكويل المكان بحلول يوليو 1943، على الرغم من استمرار المجتمع في العمل. وصلت أنباء عن تحول اثنين من المتحولين، روير ديجان وأندريه بول، بحلول يناير 1944. في عام 1943، ذهب الكاتب والبهائي آلان لوك في إجازة كأستاذ تبادل بين الأمريكيين إلى هايتي تحت الرعاية المشتركة للجنة الأمريكية للعلاقات الفنية والفكرية بين الأمريكيين ووزارة التعليم الهايتية. في نهاية إقامته هناك، قام الرئيس إيلي ليسكوت [الإنجليزية] شخصيًا بتكريم لوك بوسام الشرف والاستحقاق الوطني، برتبة قائد. في مارس 1946 انتقل الدكتور مالكولم كينج إلى هايتي. بحلول شهر أغسطس، كان هناك حوالي 20 بهائيًا في بورت أو برنس وتمكنت الجمعية من التسجيل لدى الحكومة الوطنية. انتقل الملك بعيدًا في عام 1947 بينما انتقل رواد آخرون إلى هايتي. في أوائل عام 1948، تم عقد مؤتمر لأمريكا اللاتينية في المكسيك لتنسيق النمو المؤسسي في جميع أنحاء المنطقة وكان المندوب من هايتي هو مارتيال كولانج. في أواخر عام 1948، تمكنت جايل وولسون وأوائل عام 1949 لويز كاسويل من السفر عبر مجتمعات هايتي مثل سانت مارك وأماكن أخرى وإلقاء محاضرات عامة.
بحلول عام 1949، كان لدى البهائيين في بورت أو برنس مركز عمل يخدم الأطفال والبالغين على حد سواء، بما في ذلك الفصول الدراسية والخدمات الطبية وطب الأسنان والقانونية المجانية، فضلاً عن فرص الاستماع إلى الدين. عاد آل بلاكويل إلى هايتي في عام 1950.

## النمو

### دوليا
منذ الفترة المبكرة من التطور، نمت الجماعة البهائية في هايتي فيما يتعلق بجيرانها الإقليميين وكذلك داخليًا. تم تنظيم البهائيين في منطقة شمال أمريكا اللاتينية لأول مرة في إطار الجمعية الوطنية الإقليمية لأمريكا الوسطى والمكسيك وجزر الأنتيل منذ عام 1951. شهدت يد القضية دوروثي بيتشر بيكر المؤتمر الافتتاحي حيث تم تعيين اثنين من المندوبين للبهائيين في هايتي من جمعيتها المحلية في بورت أو برنس. ثم تم تعيين البهائيين الهايتيين في الجمعية الإقليمية لجزر الأنتيل الكبرى من عام 1957 حتى عام 1961، عندما انتخب البهائيون الهايتيون جمعيتهم الروحية الوطنية الخاصة بهم مع يد القضية أوغو جياتشيري ممثلاً للمجتمع البهائي الدولي. كان أعضاء أول جمعية روحية وطنية في هايتي هم: يوستاس بيلي، وألسيد نارسيس، وجان ديزيرت، وجوزيف ألبرت باجو، وإلسورث بلاكويل، وأندريه سانت لويس، وجوزيف سي بيير، وروث بلاكويل، وسيرسي برانتوم. في عام 1963، كان البهائيون في العالم يتطلعون إلى انتخاب بيت العدل الأعظم كرئيس جديد للدين. وكان المندوبون إلى المؤتمر الدولي هم أعضاء الجمعيات الوطنية القائمة آنذاك. كان أعضاء الجمعية الوطنية الهايتية الذين شاركوا في الانتخابات هم: يوستاس بيلي، وأوديت بنيامين، وإلسورث بلاكويل، وروث بلاكويل، وسيرس برانتوم، وجان ديزيرت، وألسيد نارسيس، وسبلين بوسي، وأندريه سانت لويس (وجميعهم صوتوا غيابيًا). في عام 1964، تم منح البهائيين الهايتيين مناطق مستهدفة لنشر الدين بما في ذلك باربودا، وسانت كيتس ونيفيس، وسابا، وسانت أوستاتيس، وسانت مارتن، وغوادلوب، وأنتيغوا، ومارتينيك. في عام 1965، كانت هناك عائلات من هايتي تنحدر من غوادلوب ومارتينيك، بينما حضر أعضاء الجمعية الوطنية مؤتمرًا هندوراسيًا حول تقدم الدين هناك.. على مدى السنوات القليلة التالية، ذهب رواد هايتي إلى بانجي، عاصمة جمهورية أفريقيا الوسطى، وداهومي (التي تسمى الآن بنين )، ثم دومينيكا في عام 1971 – قدم يد القضية، علي محمد ورقا، ورشة عمل مؤتمرية حول الريادة في مدرسة أميليا كولينز البهائية في ليانكورت في وقت لاحق من عام 1971.

### داخليا
داخليًا في عام 1953، أدار غييرمو أغيلار، الرئيس السابق للجمعية المحلية في ليما، بيرو، إنشاء مدرسة تكنولوجية لهايتي نيابة عن الأمم المتحدة وانتهز عدة فرص لإجراء محادثات حول الدين والأمم المتحدة. في عام 1955، بدأت الجمعية الإقليمية في نشر نشرة وطنية نُشرت باللغات الإنجليزية والإسبانية والفرنسية. كان عام 1956 عامًا شهد العديد من التطورات في هايتي. انتُخبت أول جمعية محلية لكاب هايتيان في أبريل وزار البهائيون المسافرون المجتمعات في جميع أنحاء هايتي. تم الاستحواذ على المركز الوطني في فبراير وافتتح في مايو. كما شهد عام 1956 أول مؤتمر وطني حول تقدم الدين – حيث تم تمثيل أعضاء أربع مدن في هايتي. بحلول عام 1957، عاد آل بلاكويل مرة أخرى إلى هايتي لإقامة أقصر. في عام 1958، أقام البهائيون احتفالًا بيوم الأمم المتحدة حضره حوالي 70 شخصًا غير بهائي وتم قبول مراسم الزواج البهائية بشكل قانوني. في عام 1958، استضافت هايتي مؤتمرًا لانتخاب الجمعية الإقليمية لجزر الأنتيل الكبرى بالإضافة إلى أول مدرسة دولية لجزر الأنتيل بحضور من كوبا وجمهورية الدومينيكان وجامايكا وهايتي. التقى يد القضية أوغو جياتشيري ثم عضو الجمعية الوطنية الأمريكية جلينفورد ميتشل مع جمعية جزر الأنتيل بالإضافة إلى إلقاء محاضرات في فبراير 1959 في هايتي. عُقد مؤتمران حول تقدم الدين بالإضافة إلى المدارس الدولية مرة أخرى في هايتي وعُقدت مجموعة أخرى في جمهورية الدومينيكان في عام 1960 – حيث ألقى جياتشيري وميتشل وآخرون محاضرات في المدرسة الهايتية. أقيمت محادثات عامة حول الدين في بورت أو برنس وليانكورت. عاد آل بلاكويل مرة أخرى إلى هايتي في نوفمبر 1960. استخدمت حملة منظمة في عام 1962 تقنيات تم تعلمها في إفريقيا (انظر الإيمان البهائي في أوغندا على سبيل المثال) لإنشاء مجتمعات تضم عشرات البهائيين. في عام 1963، كانت هناك جمعيات روحية محلية بهائية في 10 مدن بما في ذلك كاب هايتيان وبورت أو برنس وسان مارك – وهي مجموعة مسجلة من البهائيين في بيتيون فيل وبهائيين معزولين في 5 مواقع أخرى. ضم المؤتمر الوطني لعام 1964 19 مندوبًا من جميع أنحاء هايتي يمثلون ثلاثة عشر جمعية محلية. في عام 1969، تمكّن إلسوورث بلاكويل من إلقاء محاضرة في نادي توستماسترز الدولي حول موضوع «المساواة بين الجنسين». وفي ديسمبر 1976، زار أندريه بروجيرو، وهو بهائي فرنسي مسافر، هايتي في جولة لمدة أسبوع، وتمكّن من عرض فيلم له في المعهد الفرنسي الهايتي في مناسبتين لجمهور بلغ في النهاية حوالي 670 شخصًا. وفي عام 1977، اجتمع أمناء وأمناء صناديق أكثر من نصف الجمعيات المحلية في هايتي لحضور محاضرة ليوم واحد باللغة الكريولية أجراها مؤمنون محليون حول وظائف الجمعية. وحضر المؤتمر الوطني لعام 1979 49 مندوبًا لانتخاب الجمعية الوطنية. وفي عام 1989، اتخذت قيادة سكان جزيرة كاييم الهايتية قرارًا باعتماد الدين للجزيرة، وتم إنشاء مدرسة في عام 1989.

### مشاريع التنمية الاجتماعية والاقتصادية
منذ نشأتها، كان للدين دور في التنمية الاجتماعية والاقتصادية بدءًا من منح المزيد من الحرية للنساء، وترويج تعليم الإناث باعتباره أولوية، وقد تم التعبير عن هذه المشاركة عمليًا من خلال إنشاء المدارس والتعاونيات الزراعية والعيادات. في عامي 1978 و1979، نشر البهائيون مقالات تتعلق بالسنة الدولية للطفل في الصحف الوطنية والمحلية، كما أذاعت ثلاث محطات إذاعية في هايتي إعلانات عن اجتماعات عامة. ودخل الدين مرحلة جديدة من النشاط عندما صدرت رسالة بيت العدل الأعظم بتاريخ 20 أكتوبر 1983. في ديسمبر 1983، سجلت الجمعية الوطنية لدى الحكومة كمنظمة غير حكومية. وحث البهائيين على البحث عن طرق متوافقة مع التعاليم البهائية، والتي يمكنهم من خلالها المشاركة في التنمية الاجتماعية والاقتصادية للمجتمعات التي يعيشون فيها. في عام 1979 كان هناك 129 مشروعًا بهائيًا للتنمية الاجتماعية والاقتصادية معترفًا بها رسميًا في جميع أنحاء العالم. وبحلول عام 1987، ارتفع عدد مشاريع التنمية المعترف بها رسميا إلى 1482 مشروعا. في عام 1980، بدأ المجتمع البهائي الهايتي مدرسة ابتدائية (أنيس زونوزي)، وانضم إليها لاحقًا برنامج لحماية الغابات، ومجموعة متنوعة من رياض الأطفال في القرية.

#### مدرسة أنيس زونوزي البهائية
مدرسة أنيس زونوزي البهائية هي مدرسة بهائية بالقرب من بورت أو برنس والتي بدأت في عقد الفصول الدراسية لأول مرة في عام 1980. في أكتوبر 1982، ترأست روحيه خانوم، إحدى يد القضية، وهو منصب بارز في العقيدة البهائية، حفل الافتتاح الرسمي للمدرسة. وكان مجلس الإدارة الأولي هو المستشار فرزم أرباب، د. نبيل حنا، بنيامين ليفي، د. إيرج مجذوب، وجورج مارسيلوس. لقد وصلت إلى حد تقديم الفصول الدراسية من الصف K إلى الصف العاشر. يأتي معظم الطلاب من عائلات ذات دخل منخفض أو معدومة، ومعظم الطلاب يدفعون رسومًا ضئيلة أو معدومة لحضور المدرسة. ويتبع المنهج الوطني ولكنه يوفر أيضًا التعليم الأخلاقي ودروس اللغة الإنجليزية. تقع على مساحة ثلاثة أفدنة تقريبًا من الأرض في ما أصبح ضاحية على بعد عدة أميال شمال شرق بورت أو برنس (وعلى بعد أميال قليلة شمال غرب كروا دي بوكيه ).
في الآونة الأخيرة تم بناء المنطقة بأكملها بالمنازل الخاصة والشركات. في الآونة الأخيرة، دعمت مؤسسة مونا ‏ المدرسة بتمويل لدعم المدارس الساتلية، والمنح الدراسية، والمعسكرات الصيفية المنتظمة، والتمويل العام، فضلاً عن العمل كوسيط لتمويل أوسع نطاقًا لتحسين البنية التحتية.

#### برنامج كافت (مركز التدريب والتكوين من أجل التحول).
هناك برنامج آخر للتنمية البهائية في هايتي، وهو برنامج CAFT (مركز التدريب والتكوين من أجل التحول)، والذي تدعمه أيضًا مؤسسة مونا، والتي تقدم برامج تدريب المعلمين بالتعاون مع منظمات غير حكومية أخرى تساعد المدارس في جميع أنحاء هايتي وهي مسجلة لدى وزارة الشؤون الاجتماعية الهايتية ومرخصة للعمل كوكالة تدريب من قبل وزارة التعليم. بدأت مشاريعها في عام 2000 مع منظمة بلان إنترناشونال، ثم منظمة ييلي هايتي في الفترة 2005–2006، واليونيسيف في الفترة 2006 و2007، وهي تدير حالياً مكون التدريب في مشروع إعادة كتابة المستقبل التابع لمنظمة إنقاذ الطفولة (2008–2010).

## المجتمع الحديث
تم تطوير عقد من التعاون بين قرية وشبكة من الأشخاص في الولايات المتحدة من خلال الاتصالات البهائية. وقد قام آخرون برحلات مؤخرًا كجزء من فيلم وثائقي عن الجهود البهائية في هايتي. من بين المدارس التي تمت إضافتها مؤخرًا مدرسة نيو هورايزون، التي يديرها برنارد مارتينود، وهو مهندس معماري فرنسي، خارج بورت أو برنس والتي تخدم بعض القرى الصغيرة في المنطقة، ومدرسة جورج مارسيلوس في قرية جوريوت الريفية. صوتت حكومة هايتي لصالح قرار الجمعية العامة للأمم المتحدة بشأن «حالة حقوق الإنسان في جمهورية إيران الإسلامية» (وثيقة الأمم المتحدة رقم A/C.3/56/L.50) في 19 ديسمبر/كانون الأول 2001. انظر اضطهاد البهائيين. يواصل العديد من البهائيين استكشاف هايتي كمكان لتقديم الخدمات. في عام 2007، وبعد اعتماد الأمم المتحدة «مسودة المبادئ التوجيهية بشأن الفقر المدقع وحقوق الإنسان»، نظمت الجماعة البهائية الدولية مشاورات محلية مع المجتمعات البهائية في هايتي والعديد من البلدان الأخرى حول العالم من أجل استخلاص وجهات نظرهم حول معنى وتجربة الفقر، وارتباطه بحقوق الإنسان من أجل تقديم تعليقها على مسودة المبادئ التوجيهية وتقديمها إلى مكتب المفوض السامي لحقوق الإنسان.

### بعد زلزال هايتي 2010
وقد وجهت الجمعية الروحية الوطنية في الولايات المتحدة الصلوات لتقديمها في دار العبادة البهائية، ونشرت رسائل عن الأفراد، وعلقت على الأهمية الروحية لمثل هذه الأحداث من الكتابات البهائية:
«عندما تجتاح أزمة كهذه العالم، لا ينبغي لأحد أن يأمل في البقاء سالمًا. نحن ننتمي إلى وحدة عضوية، وعندما يعاني جزء من الكائن الحي، فإن بقية الجسم ستعاني من عواقب ذلك. وهذا هو في الواقع السبب الذي دفع بهاء الله إلى لفت انتباهنا إلى وحدة البشرية. ولكن كبهائيين، يجب ألا ندع مثل هذه المحنة تُضعف أملنا في المستقبل...»
 كما أقيمت الصلوات وجمع التبرعات في مدرسة البهائية الخضراء. أفادت أنباء البهائيين اعتبارًا من 16 يناير أن المجتمع لم يتعرض لأي وفيات على الإطلاق.
أفاد مدير مدرسة أنيس زونوني في عام 2010 في 17 يناير على الفيسبوك أن المدرسة لا تزال قائمة بشكل عام وأن موظفيها وغيرهم مع كافت يتعاونون في جهود الإغاثة ويتقاسمون المساحة والدعم مع الجيران. تم إدارة عيادة في مدرسة زونوزي بواسطة فريق طبي من الولايات المتحدة وكندا.

### التركيبة السكانية
وقد قدرت جمعية أرشيف بيانات الأديان (بالاعتماد على الموسوعة المسيحية العالمية ) عدد البهائيين بنحو 23055 في عام 2005، ونفس العدد تقريبًا في عام 2010. لا يقدم معهد هايتي للإحصاء والمعلومات تفصيلاً للأديان لـ 5% من سكان هايتي، والمجموعة غير المسيحية الوحيدة المذكورة هي الفودو الهايتي (المعروف أيضًا باسم الفودويسان).

## وصلات خارجية
- الجماعة البهائية الوطنية الهايتية
- مدرسة أنيس زونوزي البهائية على الفيسبوك